# François Forma
Pas d'image ? Cliquez ici

a Compétitions nationales et continentales officielles uniquement.

François Forma, né le 9 juin 1912 au Llupia (Pyrénées-Orientales) et mort le 17 mai 1958 à Paris, est un joueur français de rugby à XV et de rugby à XIII évoluant au poste de pilier dans les années 1930.
Natif des Pyrénées-Orientales, François Forma pratique le rugby à XV dans son enfance et évolue dans le club du Stade olympien perpignanais. Lors de l'importation du rugby à XIII à Perpignan et la création du club du XIII Catalan, il change alors de code de rugby. Finaliste de la Coupe de France en 1935, il se met ensuite en retrait sportif pendant d'une année avant de réintégrer le club catalan en fin de saison 1936-1937 puis remporte la Coupe de France en 1939.
La Seconde Guerre mondiale met un terme à sa carrière sportive.

## Biographie
François Forma naît dans les Pyrénées-Orientales. Il commence la pratique du rugby à XV durant son enfance et joue dans le club du Stade olympien perpignanais.

## Palmarès
- Collectif :
  - Vainqueur de la Coupe de France : 1939 (XIII Catalan).
  - Finaliste du Championnat de France : 1937 (XIII Catalan).
  - Finaliste de la Coupe de France : 1935 et 1937 (XIII Catalan).

### Statistiques
| Saison    | Saison          | Championnat           | Championnat     | Coupe           | Coupe      |
| Saison    | Saison          | Comp.                 | Class.          | Comp.           | Class.     |
| --------- | --------------- | --------------------- | --------------- | --------------- | ---------- |
| 1934-1935 | XIII Catalan    | Championnat de France | 6e              | Coupe de France | Finaliste  |
| 1935-1936 | Retrait sportif | Retrait sportif       | Retrait sportif | Retrait sportif |            |
| 1936-1937 | XIII Catalan    | Championnat de France | Finaliste       | Coupe de France | Finaliste  |
| 1937-1938 | XIII Catalan    | Championnat de France | 1/4 finale      | Coupe de France | 1/2 finale |
| 1938-1939 | XIII Catalan    | Championnat de France | 5e              | Coupe de France | Vainqueur  |